# Holcocephala indigena
Holcocephala indigena är en tvåvingeart som beskrevs av Scarbrough och Perez-gelabert 2006. Holcocephala indigena ingår i släktet Holcocephala och familjen rovflugor. Inga underarter finns listade i Catalogue of Life.